# Protarchus pallidicornis
Protarchus pallidicornis là một loài tò vò trong họ Ichneumonidae.